# Kötöttpályás busz
A Kötöttpályás busz elnevezést a nemzetközi szakirodalomban a Guided Line Technology (vezetett vonalas technológia) részét képező Rubber-tired Tramway Technologyként vagy Tramway Sur Pneusként találhatjuk meg, mely kifejezések szó szerint lefordítva gumiabroncsokon haladó villamost jelentenek. A villamosok új generációját képviselő rendszer átmenetet képez az autóbuszok, ezek közül is a vezetett buszok (trolibusz, intelligens buszok, buszsávon közlekedő buszok), illetve a hagyományos villamosok között.
Jelenleg az egysínes technológiának két képviselője van. A kanadai Bombardier Transportation 2000-ben helyezte üzembe Nancyben, Franciaországban az első ilyen jellegű járművét, majd 2002-ben Caenban is elindították. A francia Lohr Industrie 2004-ben nyitotta meg első vonalát Padovában, Olaszországban és 2006. októberben egy újabbat Clermont-Ferrand-ban, Franciaországban. Olaszországban, L'Aquilában szintén 2006-ban kezdték meg a kivitelezési munkálatokat, de a vonal végül nem nyílt meg. Az olaszországi Velence és a szomszédos Mestre között 2010 óta közlekedik kötöttpályás busz.

## A Bombardier-rendszer

A vezetősín és a vezetőkerék kapcsolata

Két francia városban alkalmazták először a kanadai Bombardier-vállalat által kifejlesztett gumiabroncsokon haladó villamost. Az első kötöttpályás buszrendszert 2000 decemberében helyezték üzembe a franciaországi Nancy városában, Lorraine megye székhelyén. A helyi közlekedési szövetségnek korábban trolibusszal volt már tapasztalata, de nagyobb sebességet és kapacitást szeretett volna biztosítani az utazóközönség számára. A megvalósulásban azonban ennél nagyobb szerepet játszott az, hogy politikai nyomás hatására Nancyben szerettek volna valami olyan közlekedési eszközt, amit villamosnak lehetett nevezni, mivel nem akartak lemaradni a szomszédos megyeszékhely, Strasbourg mögött, ahol 1995 óta üzemel hagyományos villamosvonal. Figyelemre méltó viták alakultak ki annak eldöntése érdekében, hogy a hagyományos vagy középső vezetősínes villamos kerüljön megvalósításra. A helyi közlekedési vállalat több okból döntött az utóbbi megoldás mellett. Egyrészt a hagyományos villamosvonal építési költségeihez képest 30-40%-kal alacsonyabb a kötöttpályás buszvonal építési költsége, másrészt a kedvező geometriai (a kis, 12 m-es fordulási sugár és a 13%-os emelkedőt is elbíró) tulajdonságai miatt. Ezeken túlmenően a járművet igénybe vevők általános utazási minősége, a kényelem és a kibocsátott zaj mértéke megegyező egy normál trolibuszéval, továbbá nem jelentkezik a villamosokra jellemző síncsikorgás, illetve légköri szennyezőket nem bocsát ki.
A jármű alapvető jellegzetessége, hogy minden tengely előtt vagy mögött egy pár dupla karimájú kerék halad a vezetősínen, amelyet egy hidraulikus szerkezet tart 70 kN-os erővel a helyén. Az üzem túlnyomó többségében a vízszintes vezetésről a középső vezetősín gondoskodik. A fékezés és előrehajtás pedálok által kontrollált, úgy, mint a buszokon vagy a modern villamosokon. A járműben kapcsolók és egyéb speciális kiegészítők emlékeztetnek a hagyományos villamosrendszerre. A felsővezeték meghibásodása, üzemzavar esetén a járművek egy dízel segédmotorral hozhatók mozgásba. A kerékvályúk szélessége pedig akkora, hogy a kerékpárosok kereke nem szorul bele (keskenyebbek). Nancy kötöttpályás busza a vonal több mint 40%-ában szabadon halad (a középső vezetősínt nem használva). Ez esetben a jármű irányítását a járművezető kormánykerékkel végzi. A vezetett módról „utcai” módra való átállást egy alig érzékelhető ütés és koppanás jelzi. E művelet a jármű teljes megállását igényli. Ekkor egy speciális érzékelőegység megállapítja a jármű pozícióját a sínhez képest, majd az érzékelő a kerekeket lassan működésbe hozza a jármű teljes hosszában. A jármű akkor haladhat tovább, amikor a vezetett kerekek minden ponton megfelelően illeszkednek a sínhez. Előzetes becslések szerint a Bombardier-vállalat e műveletet 10 másodperc hosszúságúnak feltételezte, a valóságban azonban több mint 20 másodpercesnek bizonyult.
Az egysínes rendszer Caenban 2002 novemberében kezdett működni. A vonalvezetésre e helyt is a magas emelkedők, valamint a szűk ívek jellemzők. A nancyi rendszer esetében a hagyományos troliáramszedőkkel ellátott járművek az áramellátást felsővezetékről kapják. A caeni rendszernél a hagyományos villamosoknál is használatos felsővezetéki kapcsolatot alkalmaznak.
Habár a kötöttpályás busz kipróbált rendszernek mondható, sajnálatos módon az üzembe helyezést követően mind Nancyben, mind Caenban keletkeztek „foghíjak a gépezetben”. Nancy két incidens után egy teljes évig szüneteltette a vonal üzemeltetését (2001. március és 2002. március között). Mindkét esetben, amikor a vezetett üzemmódról „utcai” üzemmódra tért át a jármű, hátsó része feszültség alá került, ennek következtében rázott. A Bombardier elvégzett néhány átalakítást, amelyek a caeni járművekbe már beépítésre kerültek. A francia nemzeti közlekedési hatóság egy caeni durrdefektet és hét kevésbé jelentős üzemzavart követően (ahol is a vezetés megszűnése okozott problémát) indokoltnak tartotta egy, a vezetett járművek biztonságáról szóló vizsgálat lefolytatását. A legtöbb üzemzavar vízszintes ívben történt, ott, ahol az ív sugara kisebb volt, mint 15 m. A tanulmány elsősorban számos rendszerelemre vonatkozóan a gyakoribb ellenőrzés szükségességére, valamint az ívekben a megengedett maximális sebességhez való szigorú ragaszkodásra hívta fel a figyelmet. A vizsgálat során felvetődött továbbá a vezetésben részt vevő kerekek és a vezetősín minőségi különbségéből adódó meghibásodásának lehetősége, valamint javasolták, hogy végezzenek kutatás-fejlesztéseket a vezetősín és a gumiabroncsok kopásának kedvezőbb kezelésére vonatkozóan. A helyi médiában problémaként jelent meg a járművek kedvezőtlen elérhetősége (Caenben 2003-ban 14-16 jármű volt üzemben 24 járműből). Caenben és Nancyben is szükség volt kiegészítő szolgáltatásra, hogy könnyen tudják kezelni a nem várt események révén bekövetkező járműkiesést. Az utazóközönség általános benyomása a következő mondatban összegezhető: „Amikor működik, és van elég jármű, akkor elég jó.”

## A Translohr-rendszer

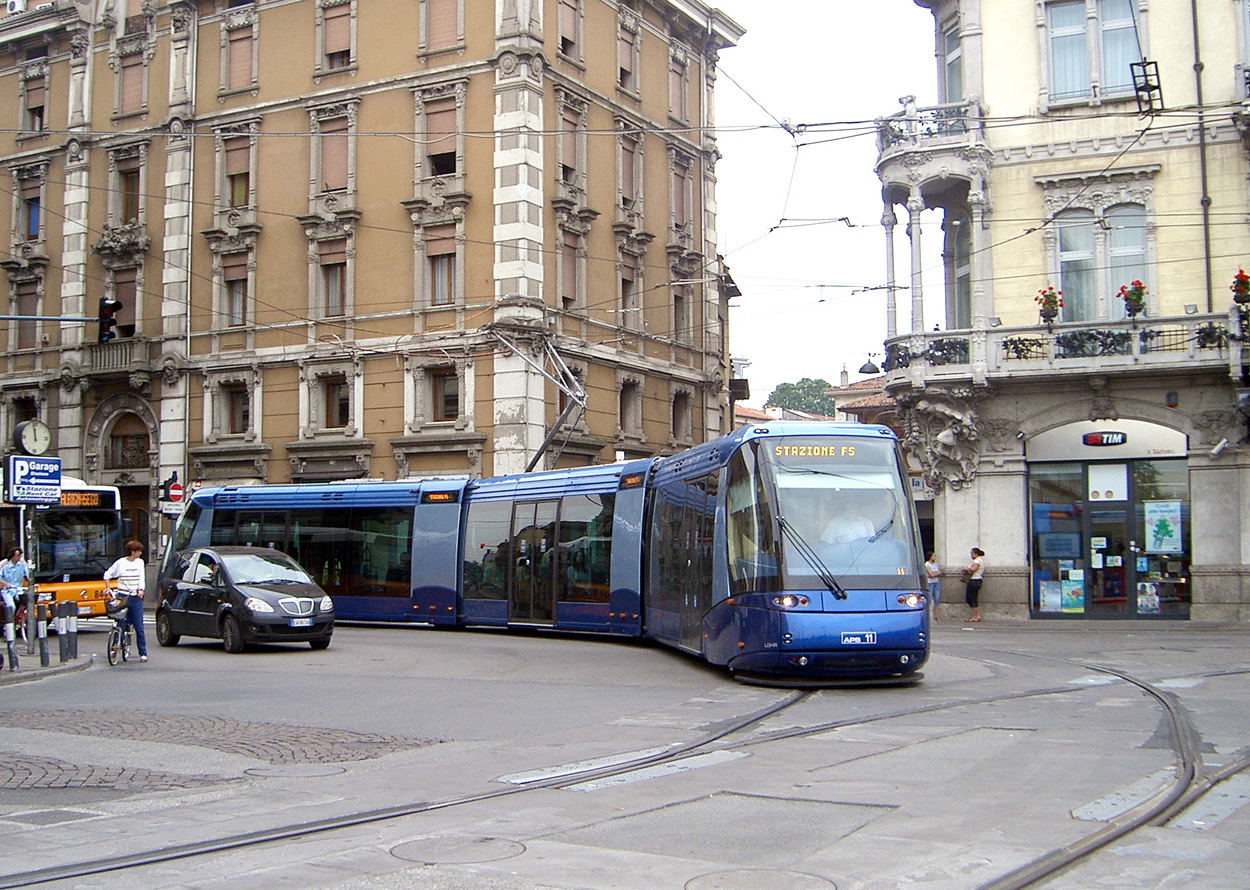
A padovai-rendszer

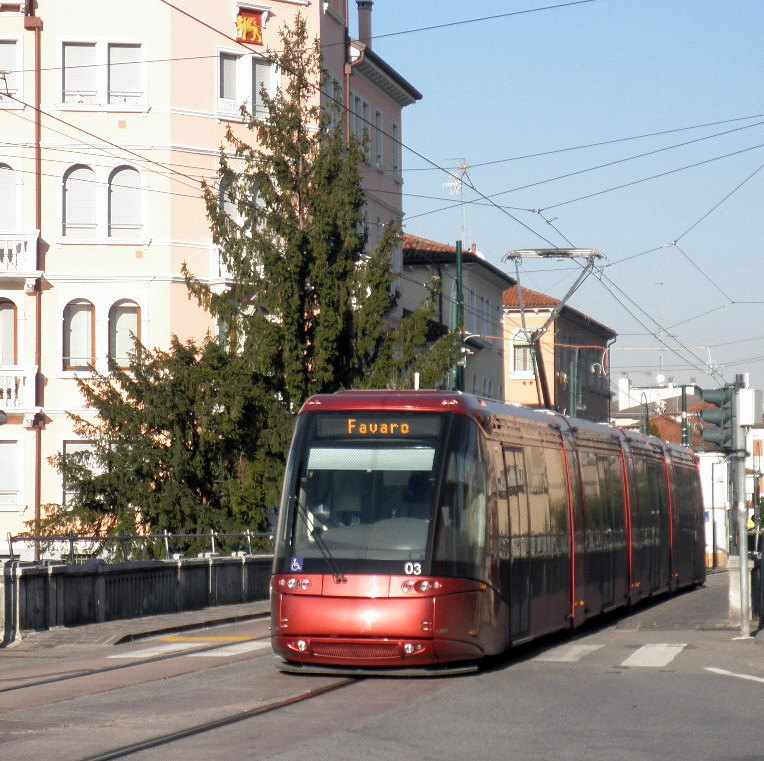
Clermont-Ferrandi-rendszer

A vezetősín és a vezetőkerék kapcsolata

A Lohr Industrie Translohr-rendszerének új vonala 2006 októberében nyílt meg Clermont-Ferrand-ban. (Hasonló gumiabroncsokon haladó villamosvonal Olaszországban, Padovában már 2004 óta üzemel.) A Michelin-gumigyárnak otthont adó városban a második világháborút követően megszűnt a villamosközlekedés, de az egyre növekvő agglomeráció és az ezáltal felmerülő közlekedési problémák miatt időszerűnek gondolták a vonal újraélesztését. A döntéshozók elsősorban a vidék jelentős szintkülönbségei, a kedvezőbb helykihasználás, az alacsonyabb ár, a biztonságos, kényelmes üzem és a tájba illeszkedő kialakítás miatt döntöttek az újfajta technológia alkalmazása mellett (és valószínűleg a gumigyár jelenléte miatt). A város vezetése úgy véli, hogy a villamos az agglomeráció gazdasági fejlődésének és dinamikájának motorja lesz. Bordeaux-ban, Grenoble-ban, Nantes-ban, Rouenban, valamint Strasbourgban, ahol eddig üzembe helyezésre kerültek (hagyományos) villamosok, azt tapasztalták, hogy a tömegközlekedést igénybe vevők száma évről évre 10%-kal növekedett, továbbá a kereskedelmi létesítmények, a vállalkozások száma a vonal mentén megnőtt. A történelmi városrészt is érintő villamosvonal városépítészekkel való elfogadtatása nem volt könnyű feladat. Végül sikerült őket meggyőzni, mivel ez a közlekedési mód kevésbé szennyezi a környezetet más közlekedési módoknál, nem bocsát ki ózont károsító légköri szennyezőanyagot, nem annyira zajos, továbbá a jármű tervezésekor városépítészeti szempontokat is figyelembe vettek (például a jármű színének kiválasztására komoly tanulmányt készítettek). A városvezetés átfogóbb érve volt a kötöttpályás busz mellett, hogy ez lehetőség arra, hogy egy erőteljes lépést tegyen az emberiség az ökologikus építészet, valamint a különböző közlekedési módok egyesítése felé (Megjegyzendő, hogy Clermont-Ferrand-ban a 14 km hosszúságú vonal kiépítésekor a vonal mentén 1400 db fát ültettek).
A Translohr-rendszer hasonló tulajdonságokkal bír, mint a Bombardier: mindkét esetben a jármű súlyát a vezetetlen gumikerekek hordják. A vezetést szolgáló kerékpárok a gumiabroncsokat hordó vázra vannak felfüggesztve. A két rendszer azonban eltérő szerkezeti kialakításának köszönhetően nem összeférhető. Míg a Lohr Industrie által kifejlesztett Translohr-rendszer esetében a jármű megvezetését a vízszintessel 45°-os szöget, egymással 90°-os szöget bezáró acél kerékpár végzi, melyek merőlegesen megragadják a vezetősínt, s ezáltal csökkentik a kisiklás veszélyét, addig a Bombardier-rendszer esetében a középső vezetősínt a gumikerekek között elhelyezkedő dupla karimájú kerékpár csak kíséri. A Translohr-rendszer csupán vezetett üzemmódban képes működni. A jármű az elektromos ellátást a hagyományos villamosokhoz hasonlóan felsővezetékről kapja. Az olyan helyeken, ahol a felsővezeték kiépítése nem lehetséges, a jármű akkumulátorról működik.
Általánosságban elmondható, hogy a hagyományos villamos járművek menetdinamikai tulajdonságai kedvezőtlenebbek, mint a gumikerekű járműveké, mivel kisebb gyorsulásra és lassulásra képesek. A hagyományos villamos járművek nem képesek azonos sebességről ugyanolyan távolságon belül megállni, mint a gumikerekű járművek. A gumikerekeken haladó egysínes villamosok ötvözik a hagyományos busz- és a hagyományos villamosvonalak pozitív tulajdonságait: építési költségük 30-40%-kal kevesebb, mint a hagyományos villamosvonalaké, mivel kevésbé komplikált infrastruktúra szükséges üzemeltetésükhöz, fenntartásuk pedig megoldható a hagyományos buszdepókban. Az újfajta járművek kevésbé szennyezőek, nagyobb a kapacitásuk, mint a hagyományos buszoké, kisebb fordulási sugárra, illetve nagyobb emelkedők leküzdésére képesek, könnyebben manőverezhetők. Meg kell azonban jegyezni, hogy kevésbé hatékonyak, mint az acélkerekű villamosok.
Az egysínes rendszerek költséghatékony megoldást jelentenek azon városok számára, ahol villamosra van igény, továbbá a modern járművek segítik a városok formálását, miközben helyváltoztatásra ösztönzik az embereket, valamint új beruházási lehetőséget jelentenek, és gazdasági fejlődést biztosítanak az adott térségben.